# 橋本九八氏頌德碑
22°44′48″N 120°37′08″E / 22.746601°N 120.618820°E
橋本九八氏頌德碑（臺灣客家語四縣腔：kieuˇ bunˋ giuˋ badˋxiung dedˋ biˊ），位於臺灣屏東縣高樹鄉廣興村，係紀念當地農民聯合臺灣總督府警察對抗鹿港辜家的土地糾紛事件。

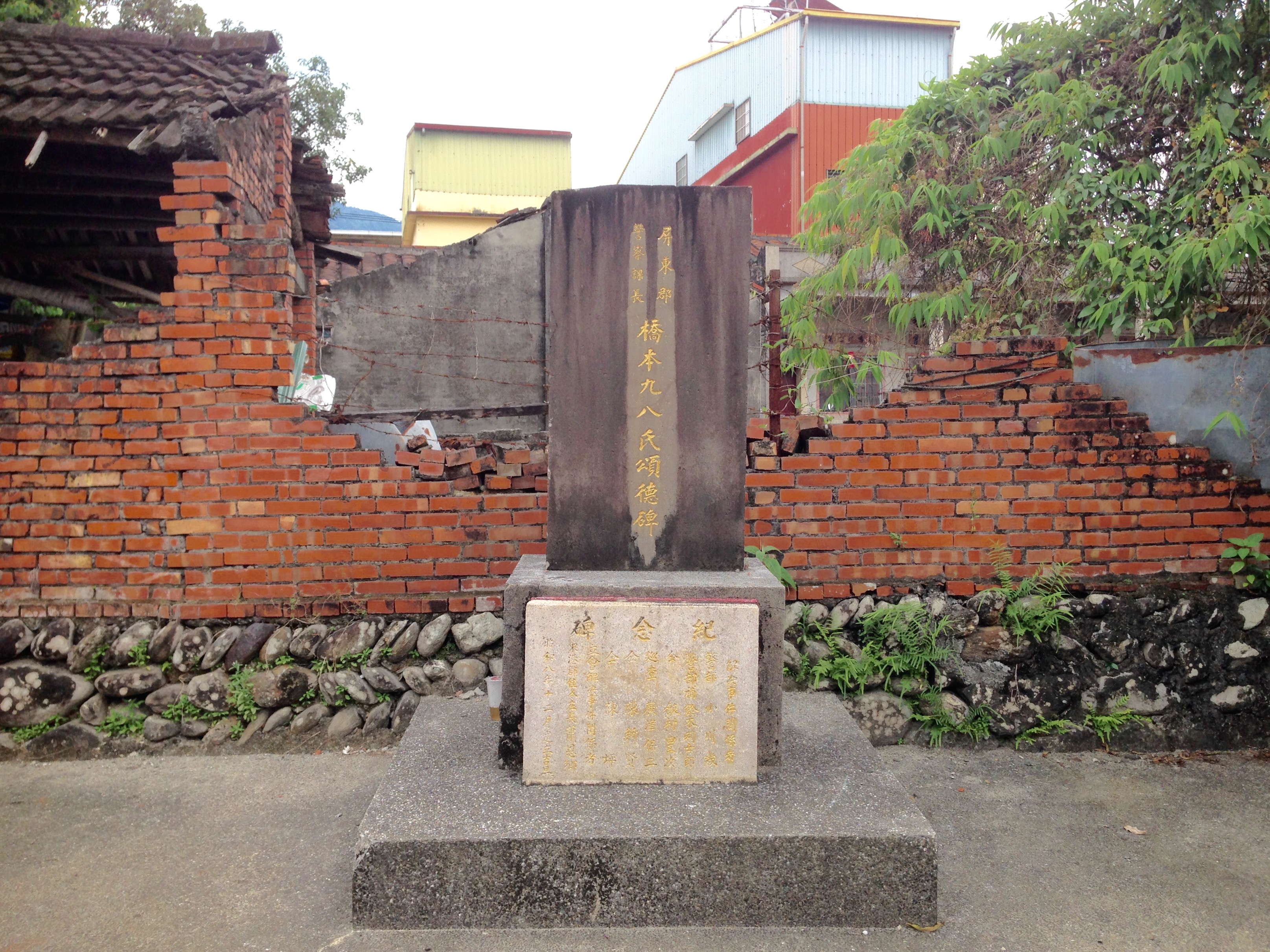
橋本九八氏頌德碑

## 歷史
廣興村在台灣日治時期屬高雄州屏東郡鹽埔庄。庄民將近新墾之地登記在土地公名下，取名為「福德祠祭祀公業」的共同拓墾團體。當時所登錄的土地多達百多甲，地目種類皆屬未開墾的溪埔地。後來公業管理人私下偷賣公業地給鹿港辜家，導致爭紛。此事始於1926年，民眾遂找有力人士出面處理，歷經多年終於拿回。第一次歸還有67甲，每戶平均分4.2分地。福德祠公地尚有56甲，除留用8甲作為作私墓地外，其餘48甲地，再平分給每戶2分地。於1933年立碑紀念。
碑材質為水泥，碑體為高4尺3、寬0.35尺。雖碑文上感謝對象為臺灣總督府警察橋本九八，不過村民卻認為佳冬庄庄長蕭恩鄉才是背後的有力推動者，為避免橋本九八不悅，故在碑之前再起一塊大理石牌以另行紀念。

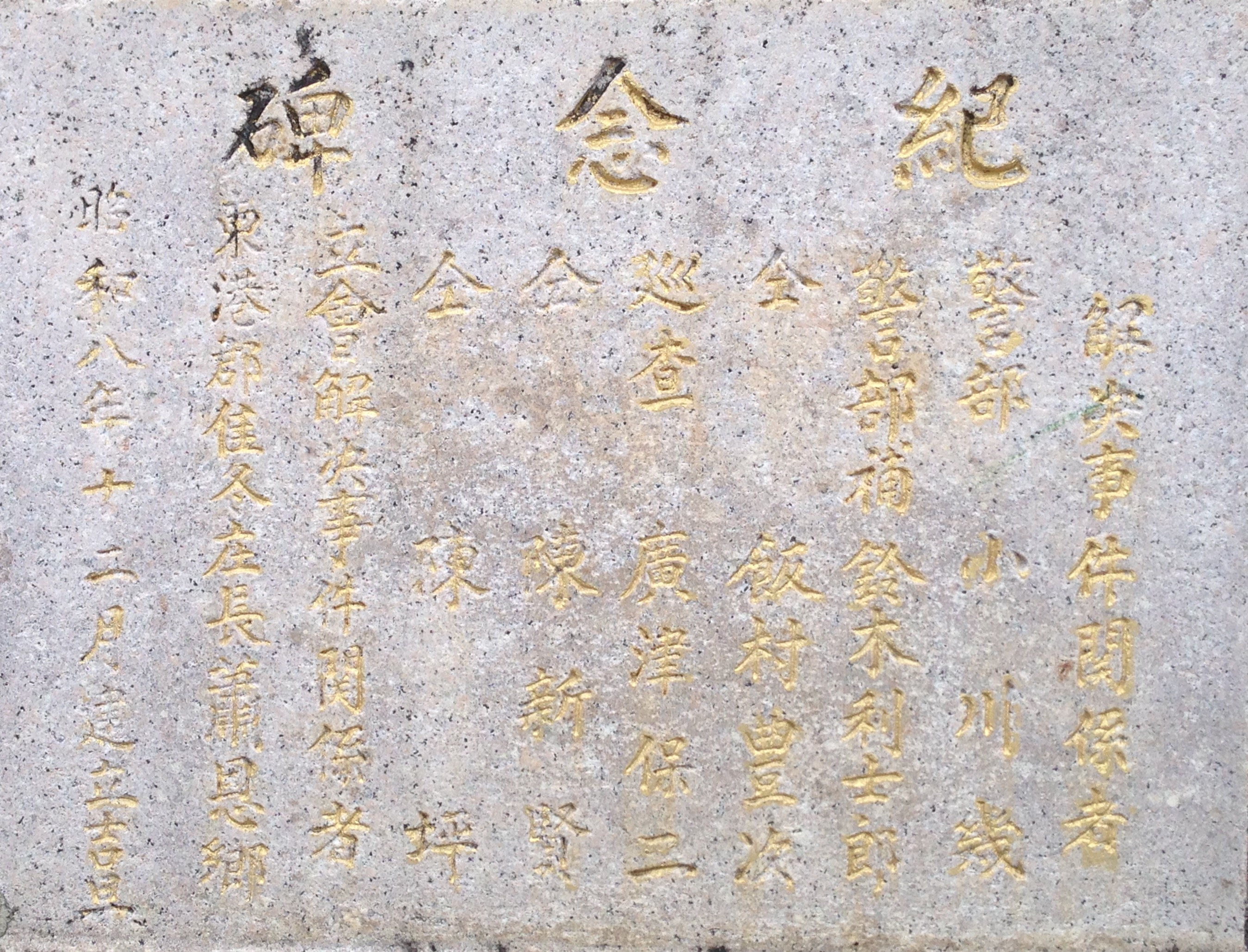
大理石牌上所載的解決事情關係者

## 碑文
| “ | 我神明會福德祀公業地百七十六甲，係吾等祖先為圖後代之幸福故不憚披荊斬棘以創建此基業，不幸派下突起內鬨，致使該業內之百二十六甲為大和興業會社所買得，二比惹起爭端，事件日以紛糾，幾無和解之望，幸得大名鼎鼎之屏東郡警察課長橋本九八氏自下車伊始，即能下體吾等派下之苦情，於公務繁劇中忘餐廢寢為排難解紛，其結果竟得六十甲物歸原主，且為吾等圖善後策，將該公業地全部分割并代辦登記，其懇切公平用意周到，真令人鏤骨銘心。蓋自事件以來已閱八載，興霜至此而得圓滿解決者，皆賢課長之賜也！吾人沐此厚恩感激，爰是詢謀僉同為頌其德、誌其功，冀傳諸不朽、垂諸無窮，乃勒碑以當紀念焉！ 昭和八年十二月穀旦 新大路關部民一同建立 | ” |